# Виана-ду-Алентежу
Виа́на-ду-Аленте́жу (порт. Viana do Alentejo; [vi'ɐnɐ du ɐlẽ'tɛʒu]) — посёлок городского типа в Португалии, центр одноимённого муниципалитета округа Эвора. Численность населения — 2,8 тыс. жителей (посёлок), 5,6 тыс. жителей (муниципалитет). Посёлок и муниципалитет входит в регион Алентежу и субрегион Алентежу-Сентрал. По старому административному делению входил в провинцию Алту-Алентежу.

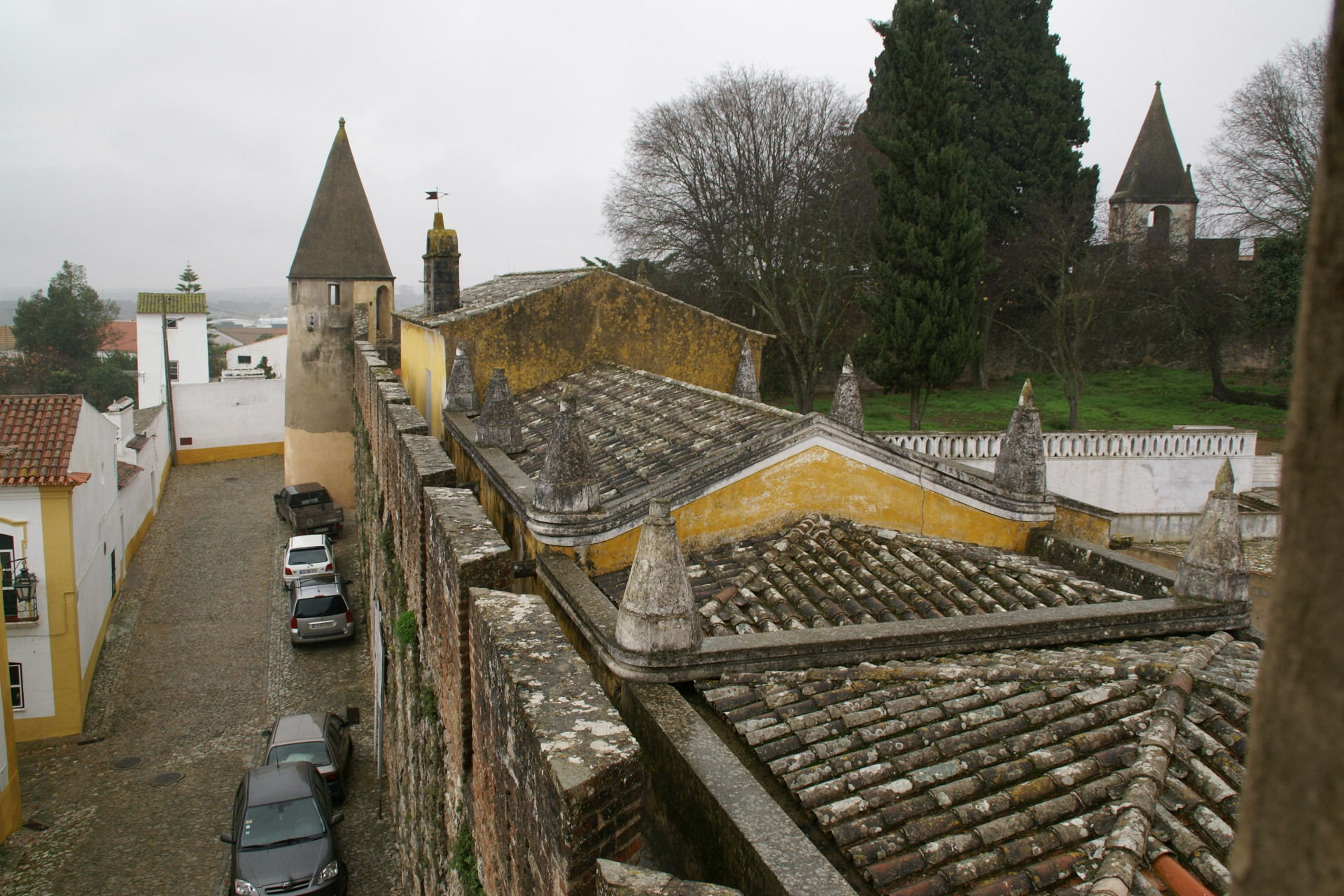
Замок в Виана-ду-Алентежу

## Расположение
Посёлок расположен в 27 км южнее города Эвора. Ж/д станция на трассе Лиссабон — Бежа.
Расстояние до:
- Лиссабон — 108 км
- Эвора — 27 км
- Порталегре — 116 км
- Сантарен — 117 км
- Сетубал — 80 км
- Бежа — 37 км

Муниципалитет граничит:
- на севере — муниципалитет Монтемор-у-Нову
- на северо-востоке — муниципалитет Эвора
- на востоке — муниципалитет Портел
- на юго-востоке — муниципалитет Куба
- на юге — муниципалитет Алвиту
- на юго-западе — муниципалитет Алкасер-ду-Сал
- на западе — муниципалитет Алкасер-ду-Сал

## Население
| Население муниципалитета Виана-ду-Алентежу (1801—2004) | Население муниципалитета Виана-ду-Алентежу (1801—2004) | Население муниципалитета Виана-ду-Алентежу (1801—2004) | Население муниципалитета Виана-ду-Алентежу (1801—2004) | Население муниципалитета Виана-ду-Алентежу (1801—2004) | Население муниципалитета Виана-ду-Алентежу (1801—2004) | Население муниципалитета Виана-ду-Алентежу (1801—2004) | Население муниципалитета Виана-ду-Алентежу (1801—2004) | Население муниципалитета Виана-ду-Алентежу (1801—2004) |
| ------------------------------------------------------ | ------------------------------------------------------ | ------------------------------------------------------ | ------------------------------------------------------ | ------------------------------------------------------ | ------------------------------------------------------ | ------------------------------------------------------ | ------------------------------------------------------ | ------------------------------------------------------ |
| 1801                                                   | 1849                                                   | 1900                                                   | 1930                                                   | 1960                                                   | 1981                                                   | 1991                                                   | 2001                                                   | 2004                                                   |
| 1298                                                   | 3493                                                   | 5065                                                   | 7814                                                   | 9237                                                   | 6188                                                   | 5720                                                   | 5615                                                   | 5639                                                   |

## История
Посёлок основан в 1313 году.

## Районы
| Фрегезии (районы) муниципалитета Виана-ду-Алентежу | Фрегезии (районы) муниципалитета Виана-ду-Алентежу | Фрегезии (районы) муниципалитета Виана-ду-Алентежу | Фрегезии (районы) муниципалитета Виана-ду-Алентежу | Фрегезии (районы) муниципалитета Виана-ду-Алентежу | Фрегезии (районы) муниципалитета Виана-ду-Алентежу | Фрегезии (районы) муниципалитета Виана-ду-Алентежу |
| -------------------------------------------------- | -------------------------------------------------- | -------------------------------------------------- | -------------------------------------------------- | -------------------------------------------------- | -------------------------------------------------- | -------------------------------------------------- |
| №                                                  | Наименование                                       | Оригинальное наименование                          | Кол-во жителей чел.(2001)                          | Территория км²                                     | Плотность чел./км²                                 | Почтовый индекс                                    |
| 1                                                  | Агиар                                              | Aguiar                                             | 699                                                | 27,81                                              | 25,13                                              | 7090-000 AGUIAR VNT                                |
| 2                                                  | Алкасоваш                                          | Alcáçovas                                          | 2088                                               | 268,13                                             | 7,79                                               | 7090-000 ALCACOVAS                                 |
| 3                                                  | Виана-ду-Алентежу                                  | Viana do Alentejo                                  | 2828                                               | 97,98                                              | 28,86                                              | 7090-000 VIANA DO ALENTEJO                         |

## Известные уроженцы
Здесь около 1520 года родилась религиозная писательница Жуана да Гама.